# Берлијер
Берлијер (фр. Berlière) насеље је и општина у североисточној Француској у региону Шампањ-Арден, у департману Ардени која припада префектури Вузје.
По подацима из 2011. године у општини је живело 49 становника, а густина насељености је износила 4,65 становника/km². Општина се простире на површини од 10,54 km². Налази се на средњој надморској висини од 200 метара.

## Демографија
| 1962. | 1968. | 1975. | 1982. | 1990. | 1999. | 2011. |
| ----- | ----- | ----- | ----- | ----- | ----- | ----- |
| 86    | 86    | 66    | 60    | 41    | 32    | 49    |

График промене броја становника у току последњих година